# Toscano Antica Tradizione
Il Toscano Antica Tradizione è un tipo di sigaro nato nel  2010 per ricordare i 150 anni dell'Unità d'Italia. È realizzato a macchina da Manifatture Sigaro Toscano S.p.A. presso lo stabilimento di Lucca (Toscana).  La lavorazione avviene secondo il metodo dark fire-cured, che consiste in un'affumicatura di circa 10 giorni con legno di quercia. Il tabacco è il Kentucky e il processo di fermentazione, non dichiarato esplicitamente nella durata, è a stagionatura medio-lunga. Particolarmente indicato per la fumata intera e non ammezzata, ha una pancia con un diametro superiore rispetto allo standard e una lunghezza che, al contrario, non si discosta dagli altri tipi di Toscano. È disponibile in una confezione da due sigari.

## Caratteristiche
Caratteristiche distintive del Toscano Antica Tradizione:
- Manifattura di produzione: Lucca
- Tempo di maturazione e stagionatura: stagionatura lunga (almeno 10 mesi)
- Fascia: Kentucky
- Ripieno: Kentucky
- Aspetto: marrone
- Fabbricazione: a macchina
- Lunghezza: 160 mm
- Anno di uscita: 2010
- Disponibilità: in produzione
- Fascetta: tricolore, a richiamare la bandiera italiana, con medaglione centrale ospitante una costruzione che raffigura la vecchia manifattura.